# Igreja da Nossa Senhora da Divina Providência e Convento de São Caetano

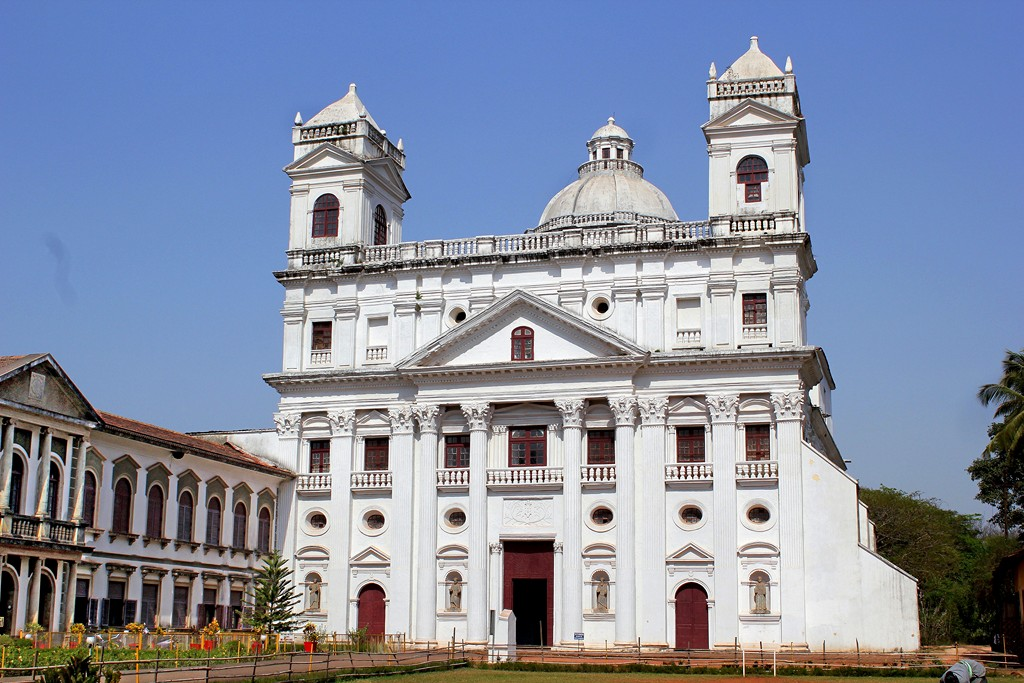
Igreja da Nossa Senhora da Divina Providência e Convento de São Caetano, zu Deutsch Kirche Unserer Lieben Frau der göttlichen Vorsorge und Kloster des Heiligen Kajetan

Die Igreja da Nossa Senhora da Divina Providência e Convento de São Caetano, zu Deutsch Kirche Unserer Lieben Frau der göttlichen Vorsehung und Kloster des Heiligen Kajetan, ist eine römisch-katholische Kirche und ehemaliges Theatiner-Kloster in der indischen Stadt Velha Goa. Die Anlage, in ihrer heutigen Form 1672 errichtet, ist seit Teil des UNESCO-Weltkulturerbe-Ensembles „Kirchen und Klöster von Goa“ (s. Welterbe in Indien). Die Kirche gilt als kleinere Kopie des römischen Petersdoms.

## Geschichte

### Ankunft des Theatiner-Ordens in Goa
1639 schickte Papst Urban VIII. eine Gruppe des Theatiner-Ordens auf Missionsreise nach Indien. Nachdem die Ordensgruppe zunächst in Golkonda im gleichnamigen Sultanat ankam, war es ihr dort verwehrt sich niederzulassen. Aus diesem Grund zog die Gruppe weiter nach Goa, das damals bereits unter portugiesischer Herrschaft stand. Nach einigen Umzügen richtete sich die Ordensgruppen in einigen Häusern ein, die der Santa Casa de Misericórdia gehörten, und bauten gemäß der Ordenstradition ein Hospiz auf.
João da Silva Telo e Meneses, portugiesischer Vize-König von Indien, lehnte es ab die ausländische, vom Papst gesandte Ordensgruppe auf portugiesischen Territorium zu halten und schüchterte sie 1643 ein, um die Bauarbeiten für das Hospiz zu unterbinden. Nachdem der portugiesische König João IV. davon erfuhr, befahl dieser, dass die Theatiner Goa verlassen müssten. Daraufhin intervenierte Pedro de Avitabili, Ordensvorstand des Theatiner-Ordens, beim portugiesischen Thron und erreichte eine Genehmigung für den Bau des Hospizes sowie der allgemeinen Ordenstätigkeit in Goa – unter der Bedingung, dass sich die Theatiner in Goa an das portugiesische Patronat (Padroado Português) bänden.

### Bau der Kirche und des Klosters
Nachdem der Theatiner-Orden nun rechtmäßig in Goa arbeiten konnte, begann dieser mit Bemühungen eine eigene Kirche sowie ein Kloster in der portugiesischen Kolonie zu errichten. Die Erlaubnis für den Bau dafür erhielt der Orden 1655, die Bauarbeiten für die Anlage mit Kirche und Kloster begannen 1656 und konnten 1672 fertiggestellt werden. Die beiden italienischen Architekten und Mitglieder des Theatiner-Ordens, Carlo Ferrarini und Francesco Maria Milazzo, entwarfen die Anlage in der Form eines griechischen Kreuzes, Manuel Pereira begleitete den Bau als Baumeister. Der Orden errichtete sie südlich des ehemaligen Festungspalastes (Palácio da Fortaleza) in der Nähe des (Tor-)Bogens der Vize-Könige (Arco dos Vice-Reis).
Ferrarini und Milazzo gaben der Klosterkirche eine repräsentative Fassade, die als Kopie des vatikanischen Petersdoms „in klein“ gilt. Im Innenraum soll die beiden Architekten sich an der Basilica della Madonna della Ghiara in Reggio-Emilia orientiert haben.

### Spätere Entwicklung
Mit dem Verbot aller christlichen Orden im Jahr 1835 ging die Anlage an den portugiesischen Staat, der diese zunächst in eine Residenz umwandelte. Später, ab 1896, residierte dort das Museum für Portugiesisch-Indien (Museu da Índia Portuguesa, heute im Regierungspalast in Panjim) sowie die Gemäldegalerie der Vizekönige (Galeria de Retratos de Vice-Reis, heute in der Klosterkirche São Francisco). Zwischenzeitlich befand sich auch eine Ausstellung für religiöse Kunst in den Räumen. Heute befindet sich in dem Gebäude das Institut Pius X., ein katholisches Priesterseminar.
1986 ernannte die UNESCO das Kloster und die Klosterkirche als Teil des Ensembles „Klöster und Kirchen von Goa“ zum Weltkulturerbe. In der portugiesischen Denkmaldatenbank Sistema de Informação para o Património Arquitectónico, die auch Denkmale ehemaliger portugiesischer Kolonien umfasst, ist die Kathedrale mit der Nummer 11436 eingetragen. In der Datenbank des Archaeological Survey of India ist die Kathedrale mit der Nummer N-GA-3 eingetragen.

## Architektur

### Außen

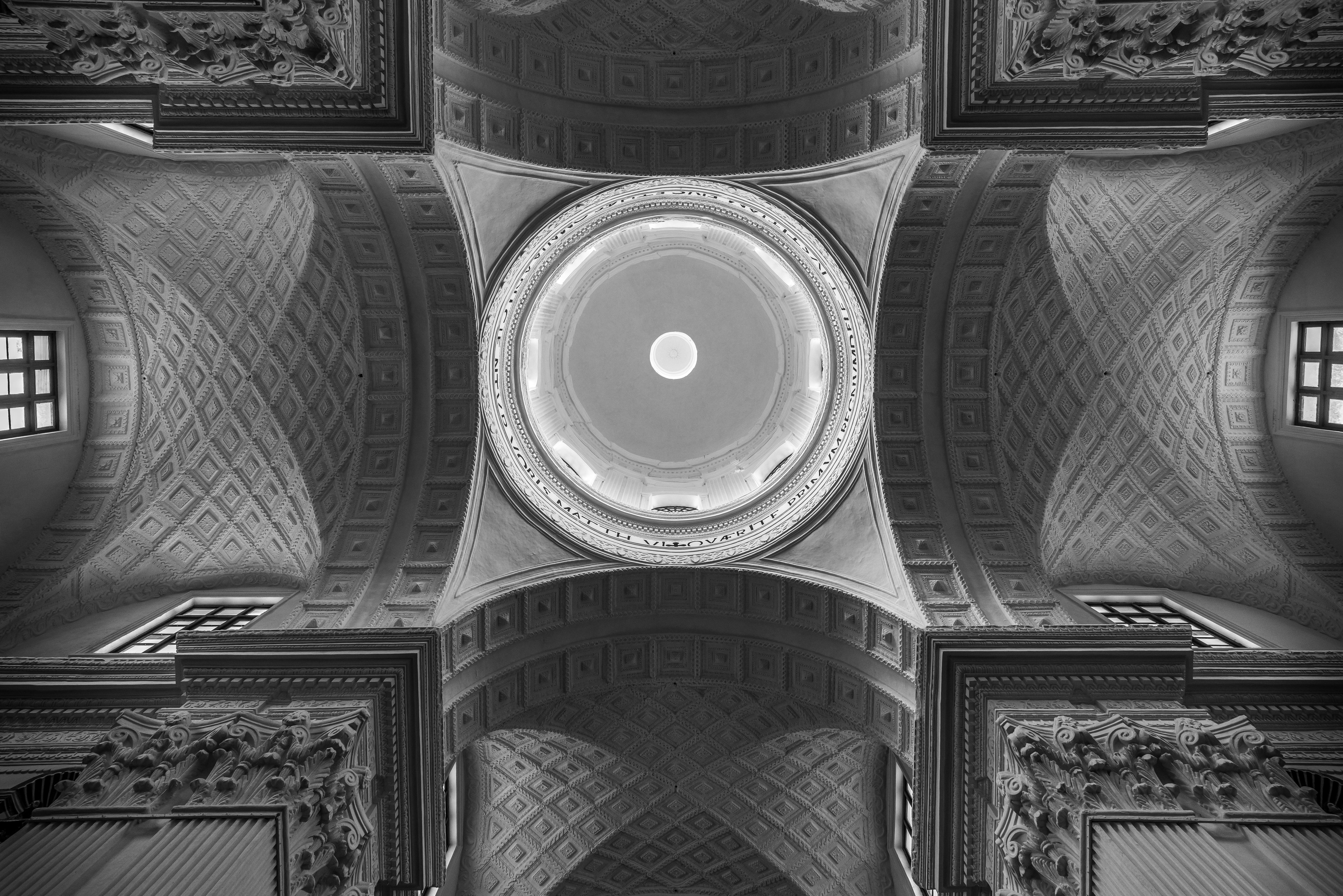
Kuppel der Kirche

Die Fassade der Klosterkirche soll eine Kopie der Fassade des von Carlo Maderno entworfenen Petersdoms sein. Die Fassade besteht aus gekalktem Laterit und zeichnet sich durch große Säulen und Pilaster nach korinthischer Ordnung aus, die die Fenster und Türen umrahmen. Die Fassade ist zudem durch eine Reihe von runder Fenstern (im ersten Stock) und mehrere großen, rechteckigen Fenstern mit Balustraden (im zweiten Stock) geprägt. Nach oben hin wird die Fassade durch zwei Glockentürme abgeschlossen, in der Mitte befindet sich eine kleine Kuppel.
Die Kirche besitzt eine einzigartige Architektur in Goa und widerspricht komplett dem typisch portugiesischen Kirchenbaustil in der Kolonie. Insbesondere der Grundriss des griechischen Kreuzes, die Kuppel als solche, die halbrunde Form des Apsis, die sieben (statt fünf) Säulen der Fassade, sowie weitere Details sind hervorstechend.

### Innenraum

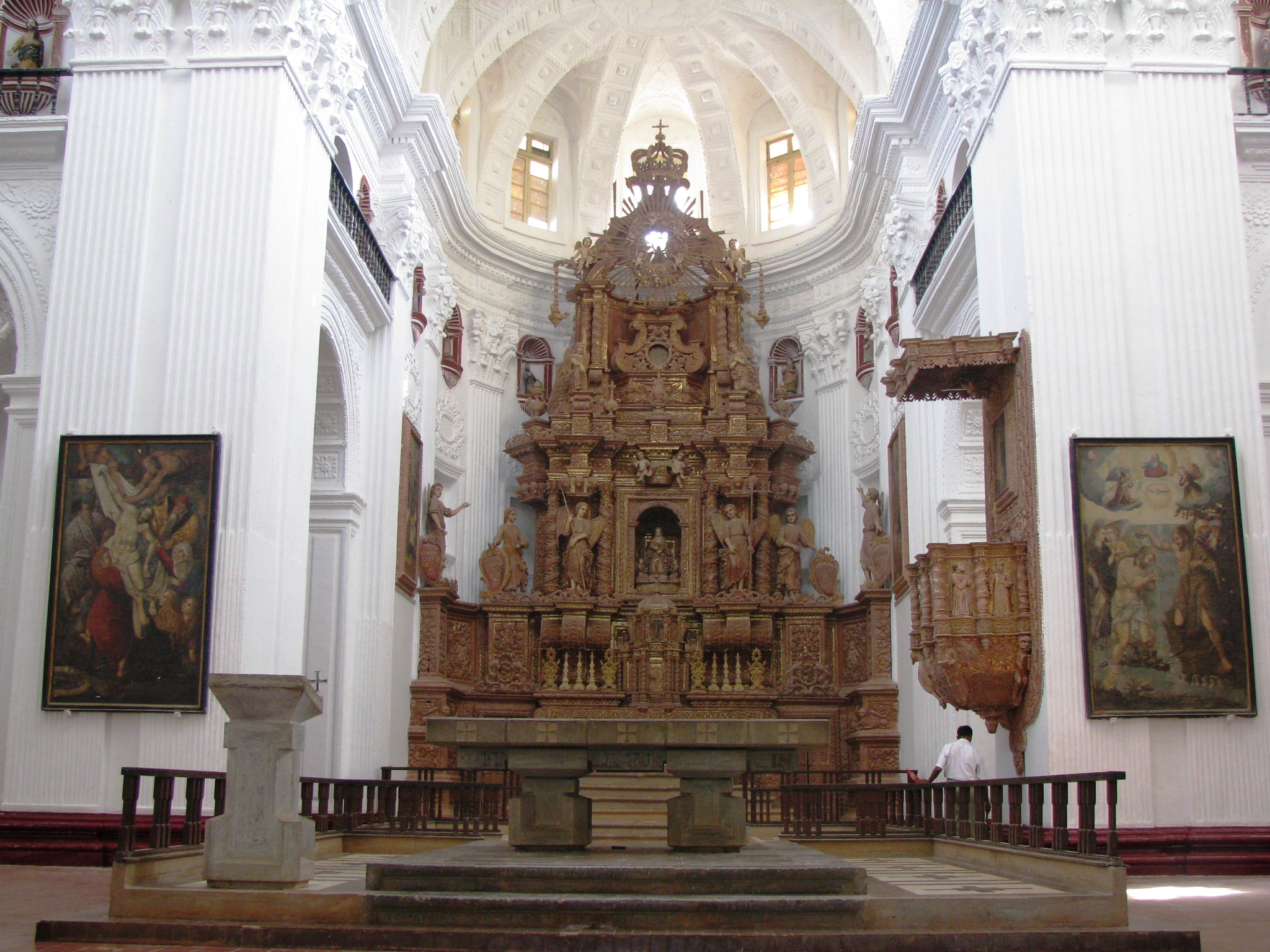
Altar der Kirche

Die Kirche hat den Grundriss eines griechischen Kreuzes, im Zentrum befindet sich die Kuppel der Kirche. Der Innenraum ist durch drei Kirchenschiffe geprägt, das linke und rechte Kirchenschiff verfügen jeweils über drei kleine Kapellen. Zwischen Kuppel und Schiff befinden sich jeweils eine mititelhohe Empore, die das griechische Kreuz der Kirche noch mal verdeutlicht.
Das Tiburio hat vier mit Ornamenten verzierte Böge, auf dem sich ein Tambour mit großen Fenster und einem Dachgewölbe befindet, in Tradition der italienischen Renaissance. In der Kuppelrundung befindet sich die lateinische Aufschrift Quaerite primum regnum Dei et haec omnia adjicientur vobis (Matthäus 33,6, übersetzt ins Deutsche „Trachtet zuerst nach dem Reich Gottes, so wird euch das alles zufallen.“).
Der Altar der Kirche ist der Lieben Frau der göttlichen Vorsorge (Nossa Senhora da Divina Providência) gewidmet, die als Schutzheilige des Theatiner-Ordens gilt. Zu Füßen der Marienstatue befindet sich ein Kelch mit einer Hostie und der Aufschrift Comedite panem et bibite vinum quod miscui vobis (Buch der Sprüche 9,5, übersetzt ins Deutsche „Kommet, zehret von meinem Brot und trinket den Wein, den ich schenke“).